# A zase jedna Popelka
A zase jedna Popelka (anglicky Another Cinderella Story) je americká romantická komedie z roku 2008. Hlavní roli ztvárnila Selena Gomezová, které bylo v době natáčení pouhých 15 let. Dále Drew Seeley a Jane Lynch. Tento film režíroval Damon Santostefano a scénař napsali Erik Patterson a Jessica Scott. Jedná se o moderní hudební zpracování klasického příběhu o Popelce.

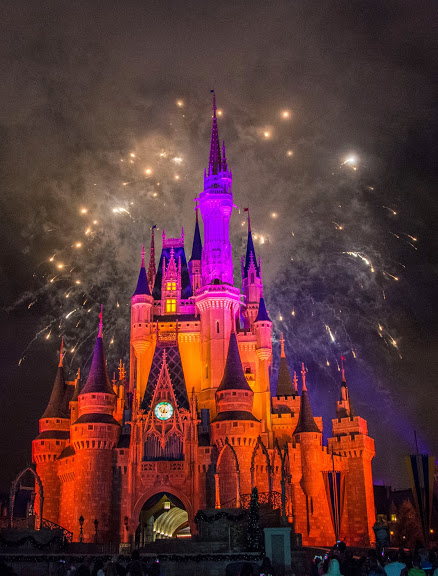
Cinderella_Castle_by_night

## Děj
Když bylo hlavní hrdince Mary Santiago jedenáct let, zemřela jí její matka, jedna z tanečnic omšelé popové hvězdy Dominique Blatt. Ta jí následně adoptovala a tak Mary získala dvě nevlastní sestry Britt a Bree. Ty si z Mary udělaly služku.
Mary je vášnivou středoškolskou tanečnicí. Jednoho dne přijde k ní na školu Joey Parker, slavný mladý tanečník a popová hvězda, aby našel taneční partnerku do svého videoklipu. O toto místo se uchází Mariiny nevlastní sestry, i Joeyova expřítelkyně, Natalia Faroush. A tajně i Mary. Ta se s Joeym seznámí na maškarním plese. Tomu, aby se tam ale dostala předcházel obrovský úklid, její macecha jí těsně před odchodem nařídila, ať si uklidí svůj pokoj, ve kterém jí předtím vše rozházela. Mary však za pomoci své nejlepší kamarádky Tami vše zvládne včas. A tak se dostává v převleku na ples, zde začne tančit s cizím mladíkem, Britt s Bree jí však pod nody nasypají M&M's a tak Mary spadne, její tanečník jí pomůže se zvednout a při tom si sundá svoji masku. Hlavní hrdinka tak zjistí, že tančila s Joeyem Parkerem. Při pohledu na hodiny však zjistí, že do návratu macechy domů, má jen 15 minut a tak, bez toho aby svému tanečníkovi řekla své jméno, utíká domů. Na plese však zapomene svoji MP3. Díky tomu ji Joey také najde. Ale vede k tomu strastiplná cesta, její nevlastní sestry spolu s Natali se totiž snaží zabránit tomu, aby se ti dva spolu jakkoli sblížili.
To se jim naštěstí nepovede a pohádka skončí tak, jak by pohádky končit měly, šťastně.

## Obsazení
- Selena Gomezová jako Mary Santiago
- Drew Seeley jako Joey Parker
- Jane Lynch jako Dominique Blatt
- Emily Perkins jako Britt Blatt
- Katharine Isabelle jako Bree Blatt
- Nicole LaPlaca jako Natalia Faroush
- Jessica Parker Kennedy jako Tami

a další..